# Battaglia di Guayabos
La battaglia di Guayabos fu uno scontro bellico combattuto il 10 gennaio 1815 tra un esercito allestito dal Direttorio, che aveva preso il potere a Buenos Aires, e le milizie della Provincia Orientale che appoggiavano il caudillo federalista José Gervasio Artigas, guidate nell'occasione da Fructuoso Rivera.
La battaglia fu combattuta nei pressi del torrente Guayabos, nell'attuale dipartimento di Salto, in Uruguay, e vide la vittoria dell'esercito orientale. Lo scontro costrinse le autorità di Buenos Aires, già impegnate in altri teatri bellici nella lotta per l'indipendenza, ad abbandonare il territorio ad oriente del fiume Uruguay; l'influenza delle idee federaliste di Artigas sulle altre province argentine, inoltre, innescò nella zona del Río de la Plata un lunghissimo periodo di guerra civile.

## Contesto storico
Il contrasto tra i capi dell'esercito inviato dal Triumvirato di Buenos Aires e Artigas portarono quest'ultimo il 20 gennaio 1814 ad abbandonare l'assedio di Montevideo, dove si erano asserragliati gli elementi fedeli alla Corona spagnola. Il ritiro fu visto come un atto di guerra dal governo di Buenos Aires; il nuovo Direttore Supremo, Gervasio Antonio de Posadas, lo dichiarò traditore e pose su di lui una taglia. Artigas si trovò così costretto a ritirarsi vicino alle rive del fiume Uruguay, dove riuscì ad accogliere elementi provenienti dalle vicine province, che si aggiunsero alle sue truppe orientali; allo stesso tempo rifiutò di accordarsi con i realisti.
La sconfitta della squadra navale spagnola posta a difesa di Montevideo fu un colpo fatale per la città, che si arrese all'esercito del generale Carlos María de Alvear il 23 giugno. Artigas inviò il suo luogotenente Fernando Otorgués a chiedere la consegna della piazza alle truppe orientali; dopo aver finto di voler trattare pacificamente, tuttavia, Alvear attaccò di sorpresa l'accampamento del contingente orientale, posto nella località di Las Piedras, la notte del 25 giugno, costringendolo alla fuga.
Nei mesi seguenti Alvear continuò a trattare con gli emissari di Artigas, preparandosi però segretamente ad un'azione militare. Fingendo di imbarcare una parte della guarnigione per Buenos Aires, il generale sbarcò invece a Colonia del Sacramento proprio mentre arrivava, spedito dal Direttorio, la divisione del colonnello Manuel Dorrego, deciso ad impedire il ricongiungimento tra Otorgués e il caudillo orientale.
Il 6 ottobre 1814 Dorrego attaccò le truppe di Otorgués a Marmarajá, costringendolo a fuggire in Brasile dopo aver lasciato sul campo 70 morti. Dopo questa vittoria, il colonnello concentrò le sue forze contro il contingente del comandante orientale Fructuoso Rivera, che iniziò una graduale ritirata verso il fiume Uruguay, dove era accampato Artigas, che gli mandò un consistente rinforzo. Dopo aver perso alcuni uomini in uno scontro Dorrego decise di ritirarsi a Colonia.

## La battaglia
Ricevuti i rinforzi dal generale Soler, posto da Alvear come nuovo governatore di Montevideo, Dorrego ricominciò la sua marcia contro il quartier generale degli orientali, disturbato dalle azioni di guerriglia del capitano Lavalleja, a cui Rivera aveva dato il compito di controllare il colonnello nemico. All'inizio di gennaio del 1815 arrivò alla confluenza dei torrenti Guayabos e Arerunguá, da dove si era allontanato Artigas, lasciando sul posto la divisione di Rivera.
Il 10 gennaio i due eserciti si scontrarono. All'attacco di Dorrego a mezzogiorno Rivera simulò una sconfitta, ritirandosi in direzione di una conca, ai margini della quale la cavalleria orientale si era nascosta rimanendo pronta al contrattacco. Dopo quattro ore e mezza di combattimento il colonnello dell'esercito nazionale riuscì a fuggire con appena 20 persone al suo seguito; il resto delle sue truppe fu ucciso, catturato o si disperse.

## Conseguenze
Con il grosso dell'esercito impegnato in altri fronti, le autorità di Buenos Aires non poterono reagire alla sconfitta. Il 25 febbraio la guarnigione dell'esercito nazionale abbandonò Montevideo, che fu occupata due giorni più tardi dalle truppe orientali. L'influenza delle idee federaliste di Artigas, nel frattempo, contagiò le province di Entre Ríos, Corrientes, Santa Fe e Córdoba. Il successo del caudillo della Provincia Orientale permise la creazione con tali province della Liga Federal o Liga de los Pueblos Libres (in italiano "Lega dei Popoli Liberi"), che le ripetute spedizioni inviate dal potere centralista di Buenos Aires non riuscirono a piegare, e che pochi anni dopo sancì la sconfitta definitiva del Direttorio nella battaglia di Cepeda.
Il re del Portogallo Giovanni VI, esiliato in quegli anni in Brasile, approfittò della debolezza delle truppe difensive per invadere nel 1816 la Banda Oriental, contando sulla complicità di Buenos Aires. Artigas fu così costretto a fuggire da Montevideo per intraprendere una continua serie di azioni di guerriglia nell'interno; perse così ascendente nei confronti dei suoi stessi alleati Estanislao López e Francisco Ramírez. La sconfitta militare contro quest'ultimo lo costrinse infine all'esilio in Paraguay.